# Dolní Břežany
Dolní Břežany (fino al 1882 Břežany) è un comune ceco di 4 735 abitanti del distretto di Praha-západ, in Boemia Centrale. È composto da quattro municipalità suddivise in due aree catastali: Dolní Břežany (il cui nome catastale è identico), Jarov, Lhota e Zálepy (tutti e tre situati nella zona catastale di Lhota u Dolní Břežany).

## Geografia fisica

### Territorio
Dolní Břežany si trova a sud di Praga, nelle sue immediate vicinanze. La maggior parte del territorio comunale si trova sull'Altopiano di Praga. La parte nord-occidentale si trova su una punta degli altopiani di Brdy e comprende il punto più alto di Dolní Břežany, il monte Závist, a 389 m sul livello del mare. Il fiume Moldava scorre lungo il confine comunale occidentale. Il ruscello Břežanský potok attraversa il comune per gettarsi nella Moldava e alimentare diversi piccoli vivai.

## Origini del nome
Il nome Břežany deriva dalla parola břeh (in ceco "sponda [del fiume]", ma in ceco antico significava anche "pendio") o da březí (bosco di betulle). Il termine břežané indicava le persone che vivevano vicino a una riva, un pendio o un bosco di betulle, quindi Břežany era un villaggio abitato da queste persone. Nel XVII secolo, quando la chiesa e il cortigiano Pavel Michna z Vacínova possedevano due villaggi chiamati Břežany vicino a Lešany e a Neveklov, dovettero distinguerli ribattezzando il villaggio come Dolní (inferiore) Břežany.
Quando è stato introdotto il sistema comunale nel 1850, il villaggio si chiamava ancora Břežany, per poi adottare il nome attuale dal 1880.

## Storia

### Età antica
L'insediamento umano nella zona di Dolní Břežany è molto antico, in quanto i reperti archeologici dimostrano l'attività umana già nel Neolitico. Nel comune si trova anche l'oppidum celtico Závist, il più grande oppidum della Boemia.

### Età medievale
La prima menzione scritta del villaggio risale all'anno 1332, quando fu acquistato dal borghese praghese Menhart dalla famiglia Olbramov dagli eredi di Eklim Goldner. A quel tempo, sul sito dell'attuale castello sorgeva una fortezza, mentre dal 1356 fino alla Rivoluzione hussita Břežany era di proprietà del monastero di Zbraslav. Nel 1420, Břežany fu conquistata dagli hussiti guidati da Jan Žižka z Trocnova, che cedettero poi il villaggio al loro sostenitore, il consigliere praghese Jan Frelich. Dopo la fine delle guerre hussite nel 1436, l'imperatore Sigismondo ipotecò la tenuta di Břežany a Jan Benedet di Nečtiny. Suo figlio acquistò poi il villaggio dal monastero di Zbraslav nel 1476 con i discendenti che ne rimasero proprietari fino alla metà del XVI secolo.

### Età moderna
Nel periodo che va dal 1527 al 1546, Břežany appartenne a Jan starší z Valdštejna, che la vendette al cognato Jetřichu Špetlovi z Janovic a z Prudic, dove sua moglie Anna z Dobřenic impiantò dei vigneti. Gli eredi di Špetl vendettero la tenuta nel 1573 a Jiříkovi Voděradskému z Hrušova, che fu poi decapitato. Dal 1581, la tenuta fu amministrata per conto dei loro discendenti minorenni dalla madre Anna Voděradská z Dobřenic. Dal 1585, la proprietà passò alla figlia Magdalena Voděradská z Hrušova, che sposò nel 1590 il vicecancelliere del Regno di Boemia Kryštof Želinský ze Sebuzína (morto nel 1606). Durante il periodo in cui Želínský amministrava la tenuta, la fortezza fu trasformata in un castello rinascimentale, per poi essere confiscata e in seguito restituita come feudo. Tuttavia, entrambi morirono senza lasciare discendenti.
La proprietà indebitata, che comprendeva il castello, il birrificio e il cortile, andò alla loro zia Polyxeně Donínové z Hrušova. Lei la vendette successivamente, nel 1627 a Pavlu Michnovi z Vacínova, i cui discendenti tennero Dolní Břežany fino al 1673, quando fu acquistata poi da Jiří Ludvík ze Sienzendorfu. Dopo la sua morte avvenuta nel 1683 fu venduta a Janu Fridrichovi z Trauttmansdorffu, il più alto ciambellano e governatore del Regno di Boemia.
Nel 1715, Dolní Břežany fu acquistata dalla famiglia Trauttmansdorff dall'arcivescovo di Praga Franz Ferdinand von Kuenburg, che fece adattare il castello e i suoi dintorni a residenza estiva degli arcivescovi di Praga. Da allora fino al 1945, il villaggio fu ininterrottamente in possesso dell'arcivescovado di Praga, i cui arcivescovi avevano una delle loro residenze nel castello fondando edifici e sculture locali, ad esempio la scultura barocca del Calvario con Maria Maddalena (Kalvárie s Marií Magdalénou) con lo stemma arcivescovile sul basamento (1760).

### Età contemporanea

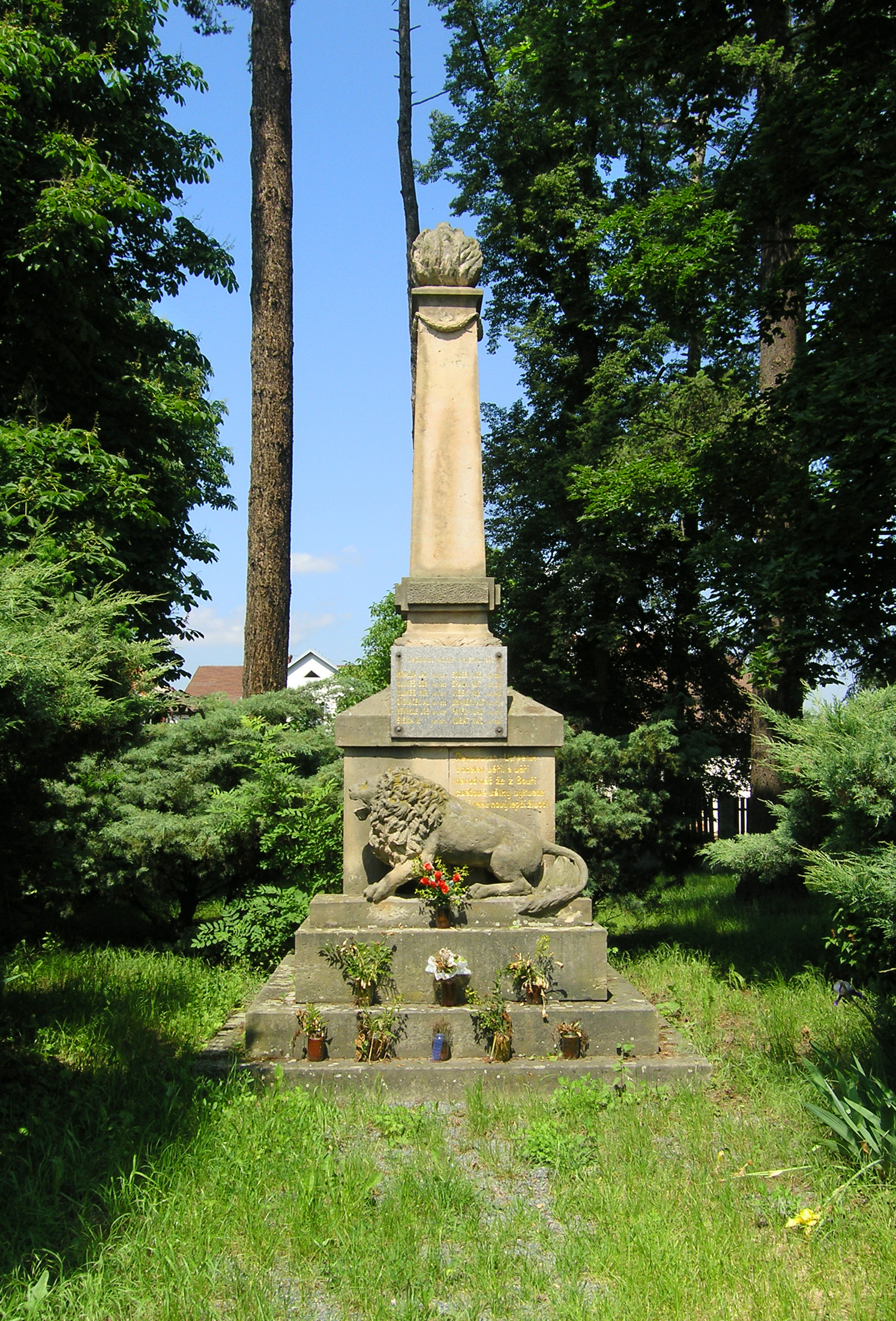
Monumento commemorativo alle vittime della Prima Guerra mondiale

Nel 1826, l'arcivescovo boemo Václav Leopold Chlumčanský z Přestavlk a Chlumčan fece costruire una scuola a Dolní Břežany. Nel triennio 1885-1887 grazie agli arcivescovi tedeschi Friedrich Johann von Schwarzenberg e Franziskus von Paula Schönborn fu costruita anche la cappella, consacrata il 14 maggio 1887.
Dal 13 giugno 1919, il castello della città ha anche ospitato l'ambasciata italiana in Boemia. L'arcivescovo praghese František Kordač trascorse gli ultimi anni della sua vita nel castello dopo le sue dimissioni da Arcivescovo di Praga nell'ottobre del 1931: durante il suo mandato (1919-1931), il castello fu visitato da importanti personalità. Il 13 luglio 1919 vi si tenne una riunione del Consiglio dei Ministri cecoslovacco e, nello stesso anno, il presidente Tomáš Masaryk visitò il castello.
Nel decennio 1949-1959, il castello fu utilizzato dal Ministero dell'Agricoltura come centro di addestramento. Nel biennio 1959-1960, fu invece utilizzato dal Ministero della Difesa Nazionale e, dal 1960 al 1992, dal Ministero degli Interni, che vi costruì strutture di addestramento per i cosiddetti "berretti rossi". Nel 1992, il castello fu ceduto gratuitamente al Comune e successivamente restituito alla Chiesa Cattolica Romana.
Negli anni '90, la popolazione del villaggio crebbe rapidamente, nonostante la mancanza di servizi e infrastrutture. A quel tempo, Dolní Břežany era uno degli insediamenti con la crescita demografica più rapida (1991 – 1045 abitanti, 2001 – 1512 abitanti, 2003 – 1790 abitanti, 2005 – 2250 abitanti, 2007 – 2485 abitanti, 2009 – 2909 abitanti). Il villaggio si espanse rapidamente, sebbene il suo sviluppo non fosse improntato a un'ottica a lungo termine.
Il villaggio, all'inizio del XXI secolo, ha iniziato a svilupparsi notevolmente nell'area delle nuove costruzioni, mentre quella vecchia veniva ricostruita. Dolní Břežany è, al giorno d'oggi, un centro di utenza per i villaggi circostanti sopra la valle della Moldava. Il villaggio è rispettato in tutto il paese per il suo sviluppo territoriale, lo spazio pubblico e l'architettura moderna. Qui vengono costruiti nuovi edifici di alta qualità architettonica, suscitando ulteriore interesse da parte di architetti e pubblico, come il palazzetto dello sport locale e i due centri di ricerca ELI Beamlines e HiLASE, attivi nel campo delle tecnologie laser.

## Società

### Popolazione
Abitanti censiti (in migliaia)

- Comuni cechi per popolazione

## Monumenti e luoghi d'interesse

### Architetture religiose

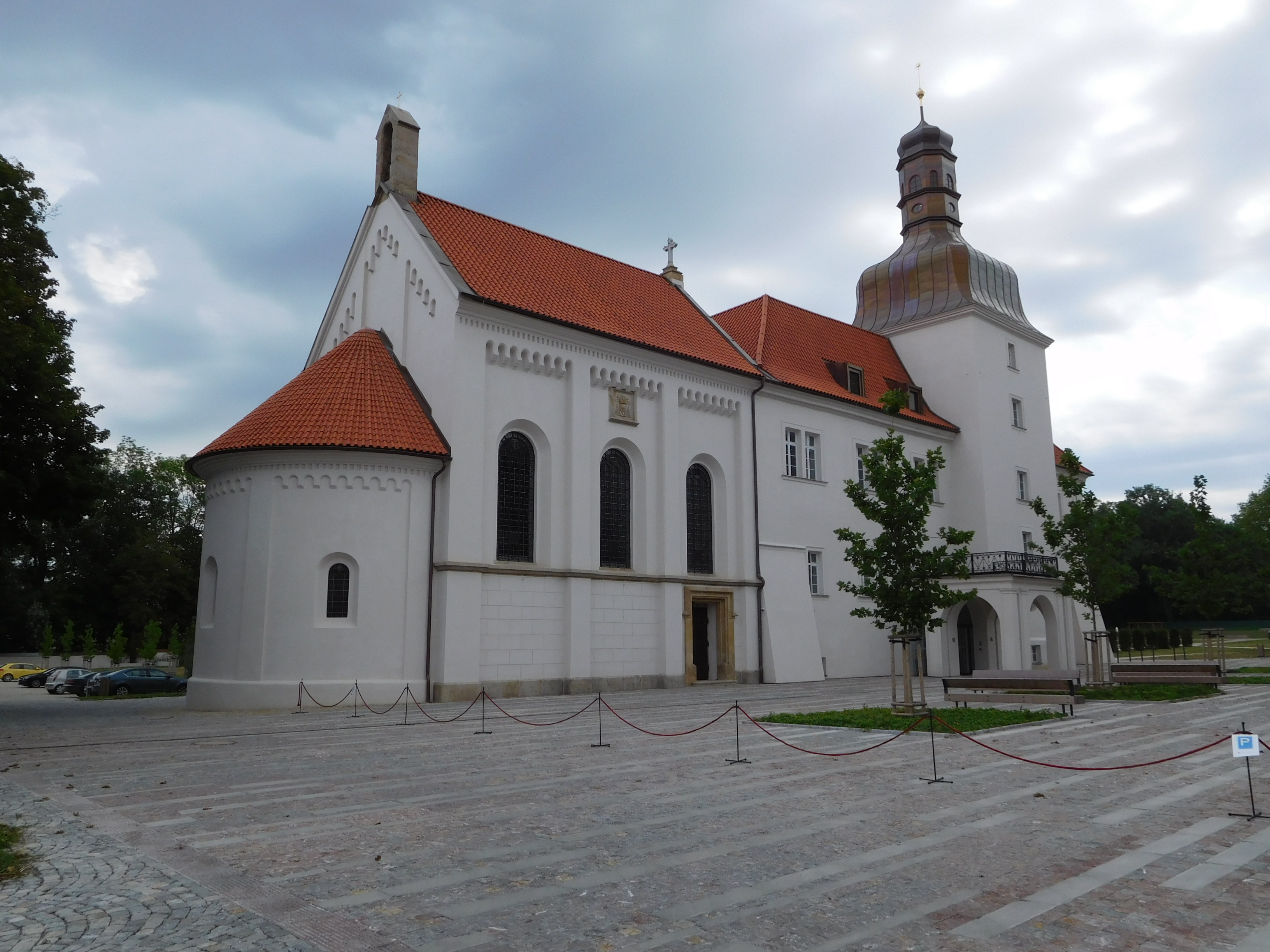
La Cappella di Santa Maria Maddalena

- Cappella di Santa Maria Maddalena (Kaple svaté Máří Magdalény in ceco)

### Architetture civili

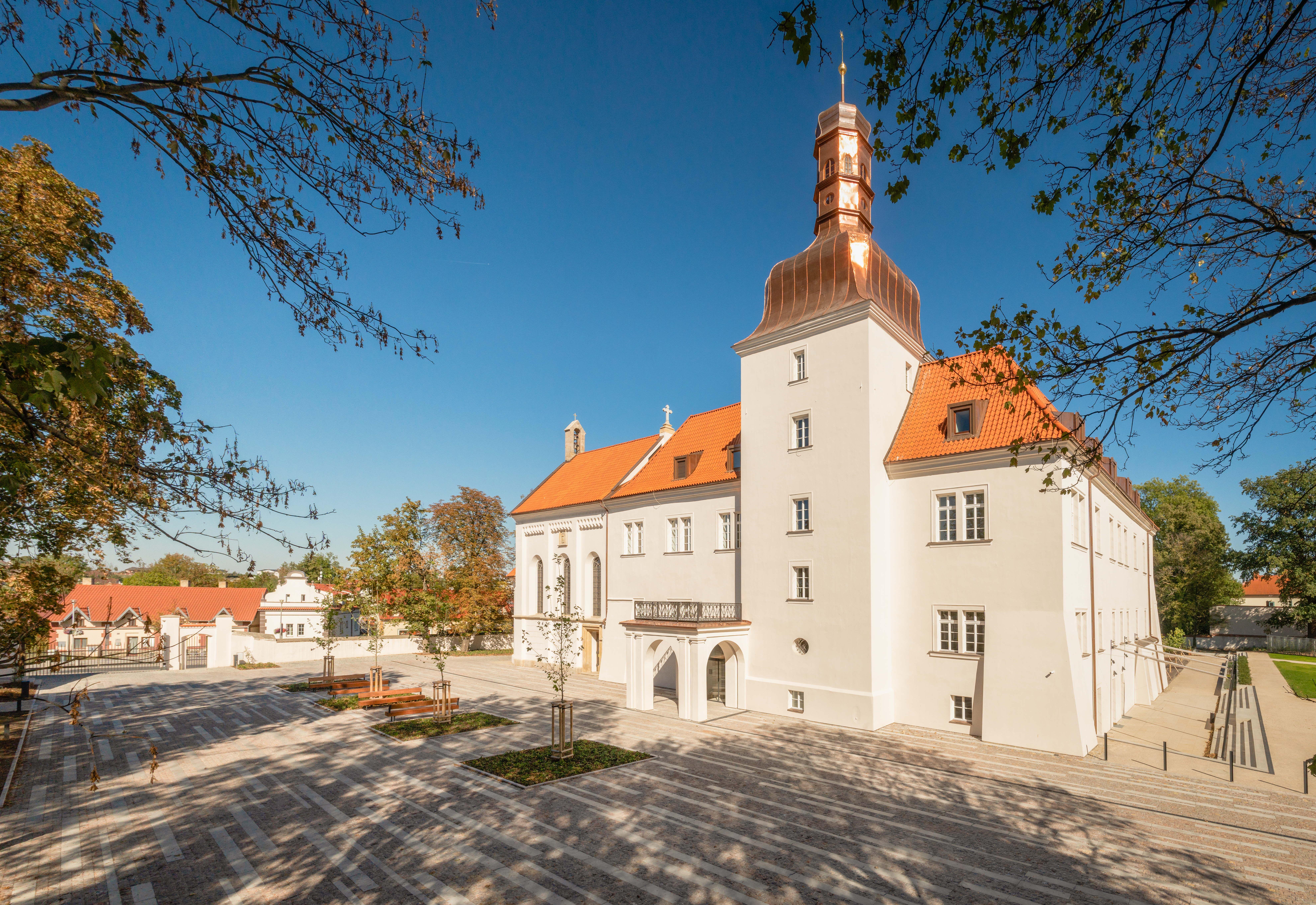
Il Castello Dolní Břežany dopo la sua ricostruzione nel 2018

- Castello di Dolní Břežany (Zámek Dolní Břežany in ceco): un castello a quattro ali e due piani attorno a un cortile quadrato, con una torre prismatica nella facciata occidentale, originariamente un edificio rinascimentale del 1600 circa. La cappella pseudo-romanica di Santa Maria Maddalena fu aggiunta tra il 1885 e il 1887. Nel 1901, il cortile interno fu modificato e alla facciata fu aggiunta una loggia, a seconda dell'anno. Nel corridoio si trova una decorazione a stucco del soffitto della fine del XVII secolo e una lapide del 1580 circa è incastonata nel muro. Oggi l'edificio è nuovamente proprietà dell'Arcidiocesi di Praga.
- Scultura del Calvario con Maria Maddalena penitente nella piazza del paese, costruita in arenaria, ad opera di Jan Antonín Quitainer nel 1760 (è stata firmata come AQ); sostituita da una copia nel 2010, l'originale è stato trasferito nel Lapidario del Museo Nazionale di Praga (Národní muzeum in ceco) nel 2011.

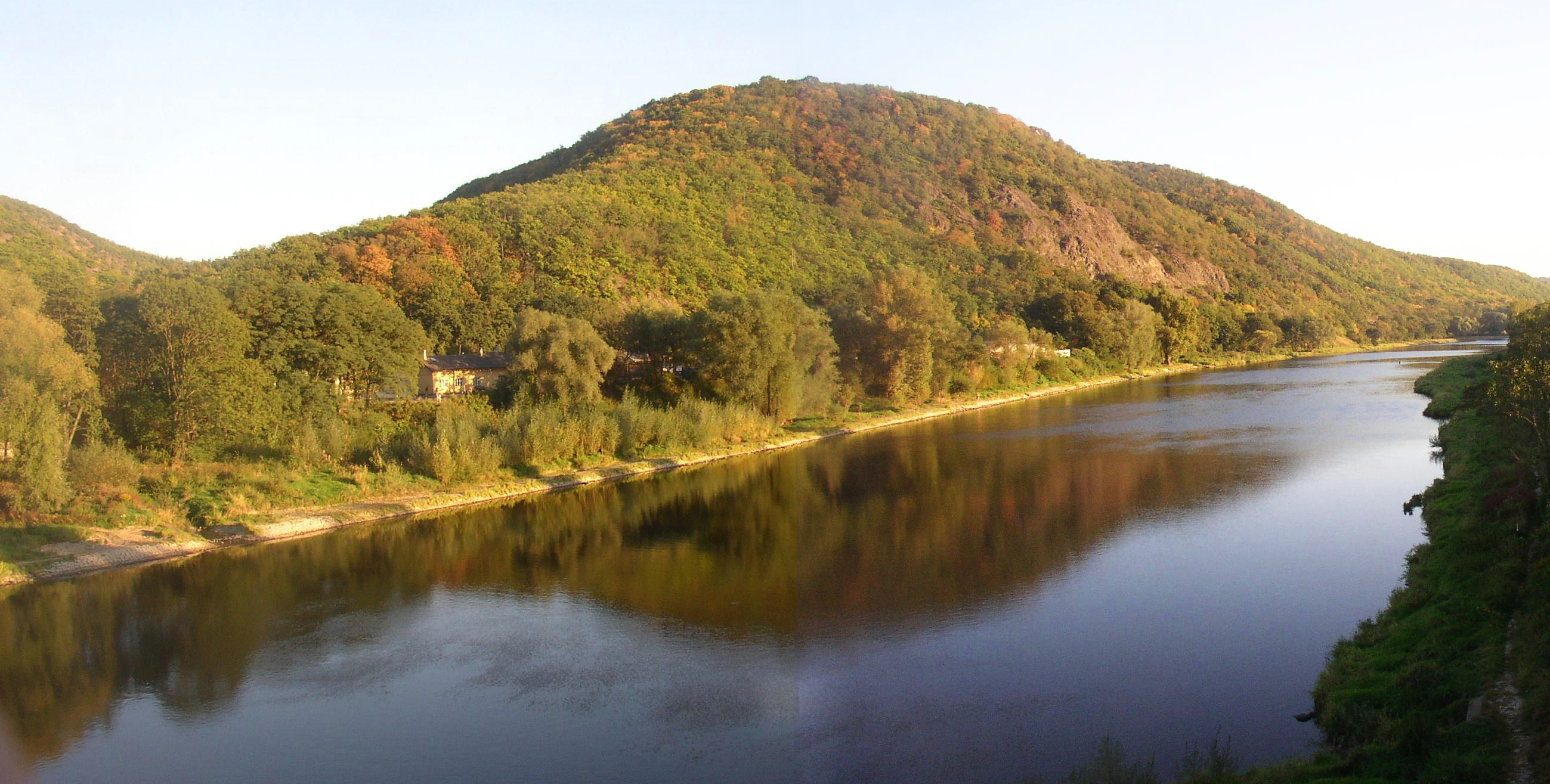
L'Oppidum Závist visto dalla collina di Hradiště

- Oppidum Závist: Situato sulla collina di Hradiště, si trovano i resti dell'antico villaggio abitato dai Celti dal VI secolo a.C. alla fine del I secolo a.C. Il secondo fortilizio, risalente all'Alto Medioevo, si trova al margine occidentale del villaggio, in località Hradišťátko.

## Cultura

### Ricerca

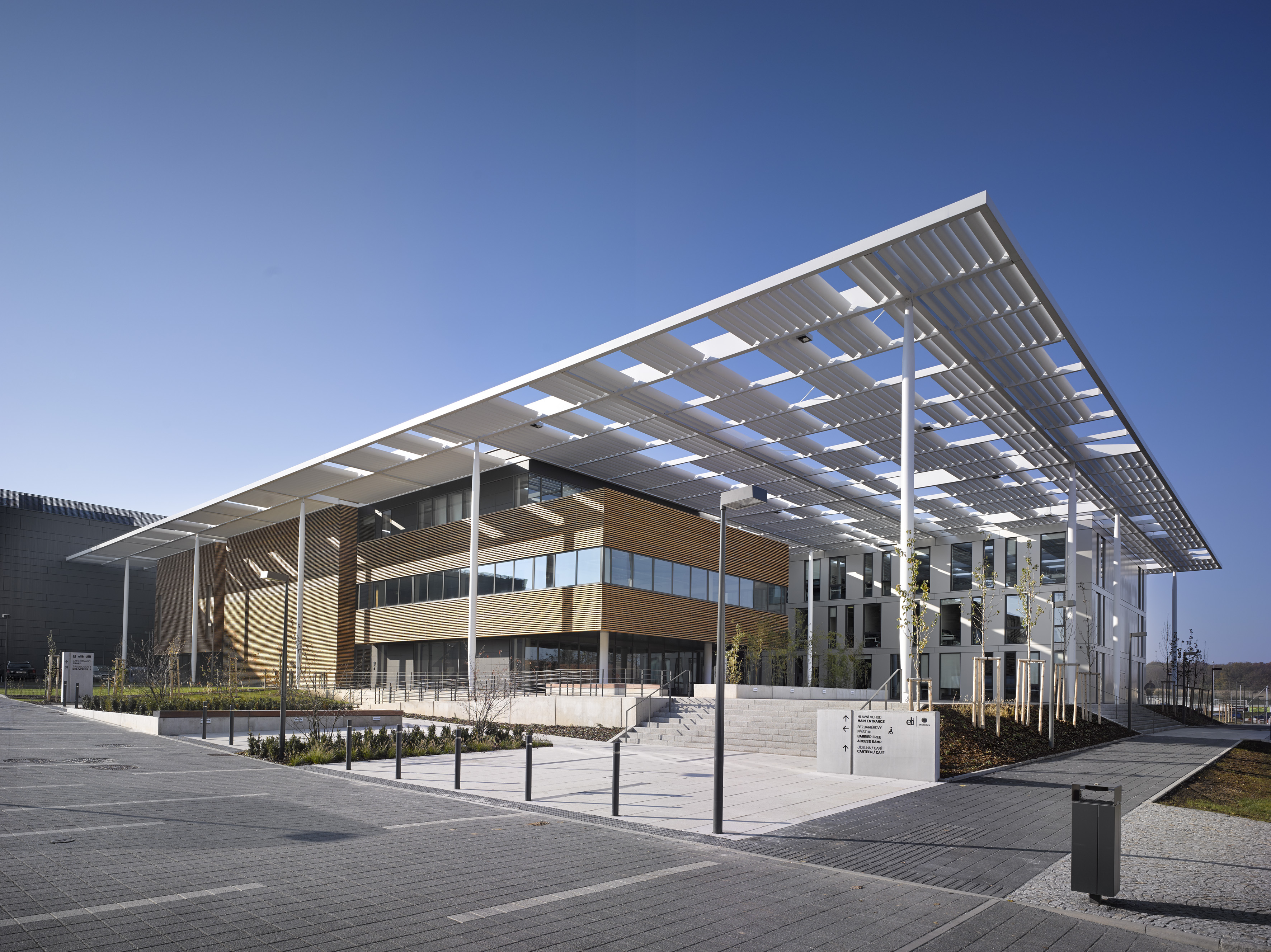
L'ELI Beamlines

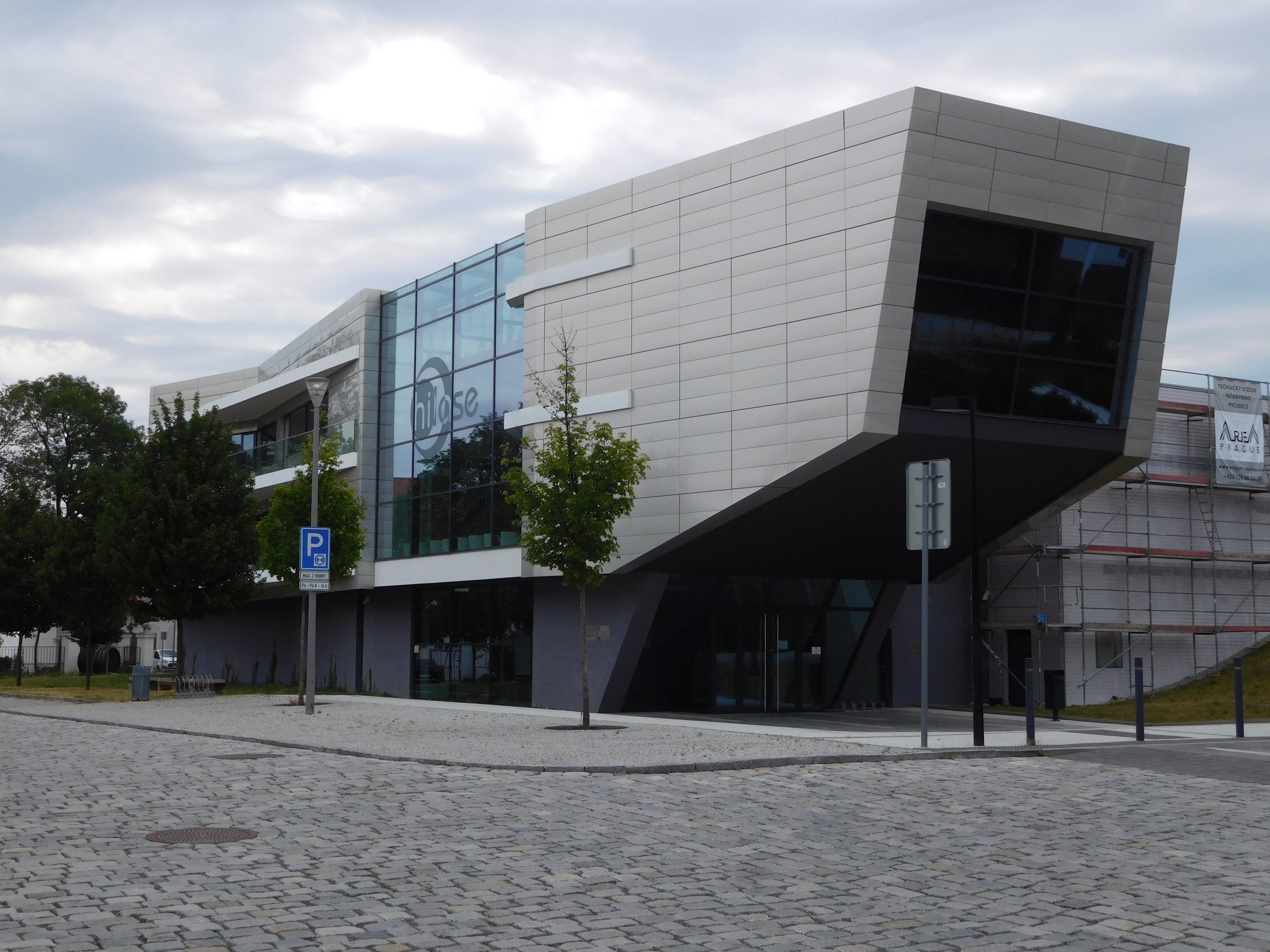
L'HiLASE

A Dolní Břežany sono presenti due centri di ricerca attivi nel campo delle tecnologie laser: il ELI Beamlines, costruito tra il 2012 e il 2015 ed inaugurato nell'ottobre dello stesso anno, diventando il più grande progetto di ricerca della Repubblica Ceca, e l'HiLASE (acronimo di High Average Power Pulsed LASErs), costruito tra il 2012 e il 2014. Entrambi fanno parte dell'Istituto di Fisica dell'Accademia delle Scienze della Repubblica Ceca (in ceco Fyzikální ústav Akademie věd České republiky) e sono stati finanziati con l'85% dei fondi dell'Unione Europea attraverso il Programma Operativo Ricerca e Sviluppo per l'Innovazione.

## Economia

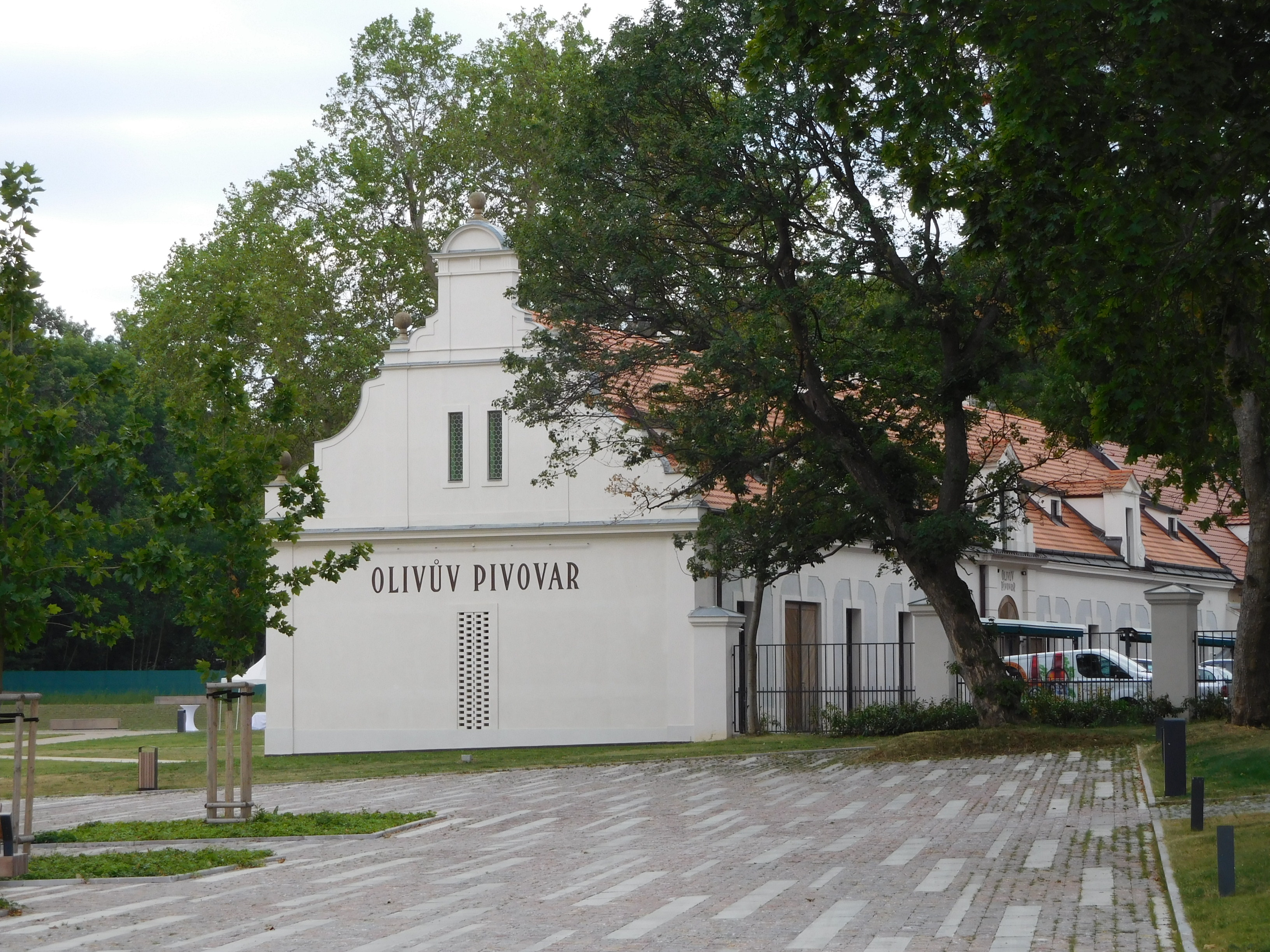
L'Olivův pivovar

Oltre alla bellezza naturale del luogo e il settore manifatturiero dei centri di ricerca delle tecnologie laser ELI Beamlines e HiLASE, l'economia di Dolní Břežany è sostenuta anche dalla produzione locale di birra del Birrificio Olive (Olivův pivovar in ceco), fondato nel 2015, la cui prima menzione riguardo la birra risale addirittura al 1573. L'edificio originale è stato demolito negli anni '60, e ad oggi ospita anche un albergo con 8 camere doppie per i turisti.

## Amministrazione
Di seguito l'elenco dei sindaci da quando è presente l'elezione diretta del sindaco da parte dei cittadini (dal 1994):
| Periodo          | Periodo          | Primo cittadino | Partito                       | Carica  | Note          |
| ---------------- | ---------------- | --------------- | ----------------------------- | ------- | ------------- |
| 19 novembre 1994 | 13 novembre 1998 | Milan Vondráček | Indipendente                  | Sindaco | [ 14 ]        |
| 13 novembre 1998 | 2 novembre 2002  | Luboš Hertl     | Indipendente di destra        | Sindaco | [ 15 ]        |
| 2 novembre 2002  | 1º giugno 2004   | Jan Král        | Indipendente                  | Sindaco | [ 16 ]        |
| 1º giugno 2004   | 21 ottobre 2006  | Věslav Michalik | Indipendente                  | Sindaco |               |
| 21 ottobre 2006  | 16 ottobre 2010  | Věslav Michalik | Indipendente                  | Sindaco | [ 17 ]        |
| 16 ottobre 2010  | 11 ottobre 2014  | Věslav Michalik | Indipendente di centro-destra | Sindaco | [ 18 ]        |
| 11 ottobre 2014  | 6 ottobre 2018   | Věslav Michalik | Sindaci e Indipendenti        | Sindaco | [ 19 ]        |
| 6 ottobre 2018   | 12 giugno 2022   | Věslav Michalik | Sindaci e Indipendenti        | Sindaco | [ 20 ] [ 21 ] |
| 12 giugno 2022   | in carica        | Matěj Novák     | Indipendente                  | Sindaco | [ 22 ]        |

## Sport

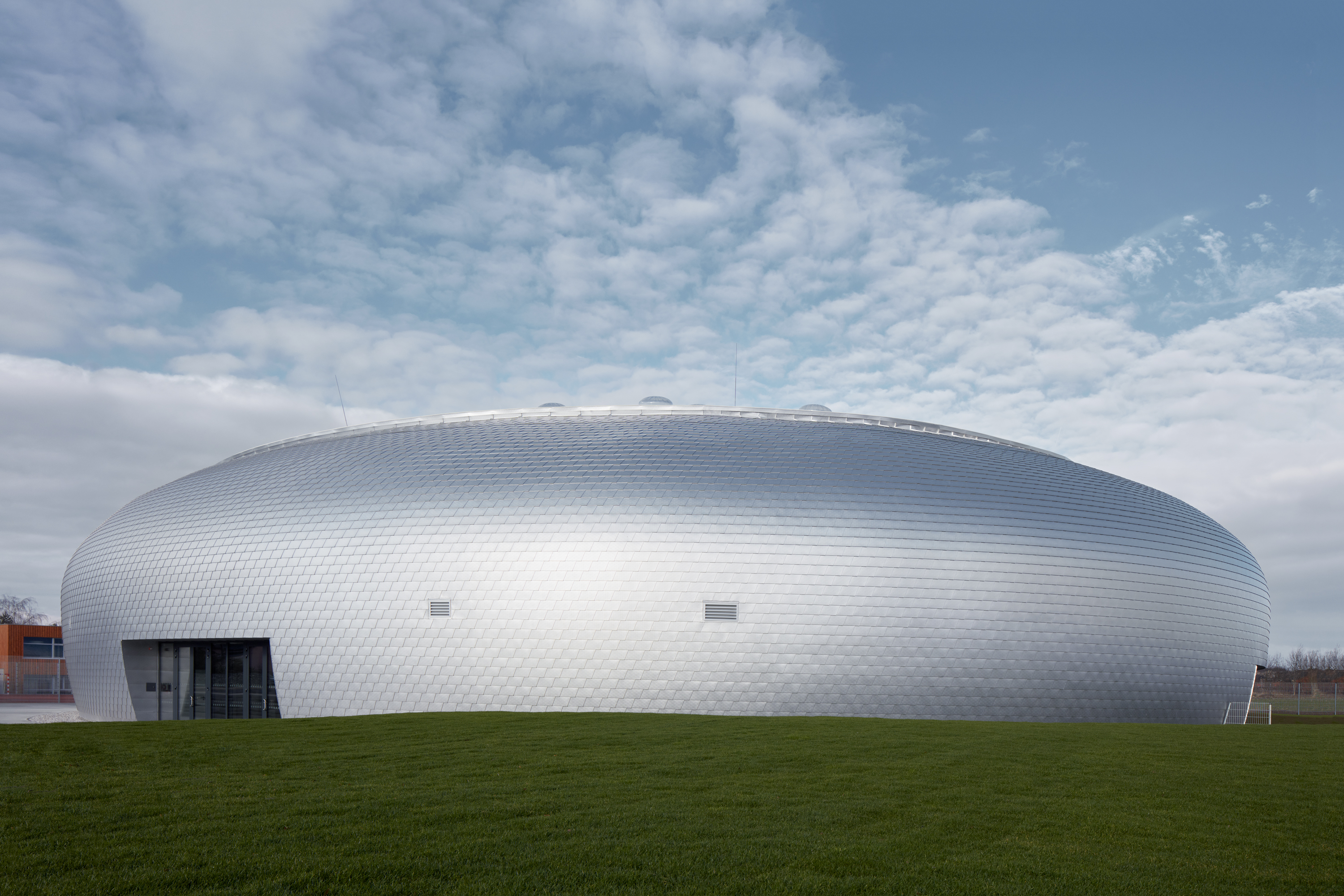
Sportovní hala Dolní Břežany

Nel comune è stato costruito nel 2017 il Palazzetto dello sport di Dolní Břežany (Sportovní hala Dolní Břežany in ceco), unico nel suo genere per la sua facciata e la sua forma. Nel 2018, infatti, gli è stato conferito il titolo di Edificio dell'anno.